# Paratrichocladius nigritus
Paratrichocladius nigritus är en tvåvingeart som först beskrevs av Maurice Emile Marie Goetghebuer 1938.  Paratrichocladius nigritus ingår i släktet Paratrichocladius, och familjen fjädermyggor. Arten är reproducerande i Sverige.